# S. Tamási Áron
S. Tamási Áron (Kisvárda, 1965. augusztus 25. –) magyar költő, pénzügyőr.

## Életpályája
Az azonos anyakönyvi név (Tamási Áron) ellenére nem rokona az erdélyi írónak, az S. Tamási Áron egy választott szerzői név. Apai ágon itáliai származású ősei vannak. 
Gimnáziumi tanulmányait a kisvárdai Bessenyei György Gimnáziumban végezte, évfolyamtársa volt Cipőnek. PTE FEEFI és BKÁE felsőfokú végzettséggel rendelkezik. 
Először a kereskedelemben, majd a vám- és pénzügyőrségnél dolgozott.
Gyerekkorától alkot verseket. Először antológiákban, helyi lapokban jelentek meg művei, ill. lapokban is: Pazar Nők, Szépítész Magazin, Kisvárda Újság, Stúdium & Practikum, Pénzügyőr Újság.
Verseit másodpercek alatt alkotja, áthatja az antik kultúra élményvilága, amelyet a verseknek megfelelő társadalomtudománnyal ötvöz. Zarka Éva, a Pazar Nők című lap főszerkesztője "lirIQs", intellektuális  poétának nevezte.  A legutóbb megjelent Tedd, amit cselekszel c. antológiája újdonság az irodalomban : csak szakmák, foglalkozások találhatók benne, illusztrációkkal. Az utolsó kettő kötetében – szintén egyedi módon – számos közreműködő vagy felkért személy alkot véleményt verseiről.

## Művei
- Szabadság csókja; 2003
- Bölcsesség rejtélye. Válogatott és új versek, gondolatok; magánkiadás, Kisvárda, 2006
- Tiszta forrásból. A puro pura defluit aqua. Tiszta forrásból tiszta víz fakad; S. Tamási Áron, Kisvárda, 2007
- Zsarnoki szabadság; S. Tamási Áron, Nyíregyháza, 2009
- Age quod agis / Tedd, amit cselekszel; S. Tamási Áron, Nyíregyháza, 2011
- Gyümölcsöt hoz a maga idejében. Verskötet szakmákról és azokról, akik örökbecsű képviselői; S. Tamási Áron, Nyíregyháza, 2015